# ハイウェイホテル

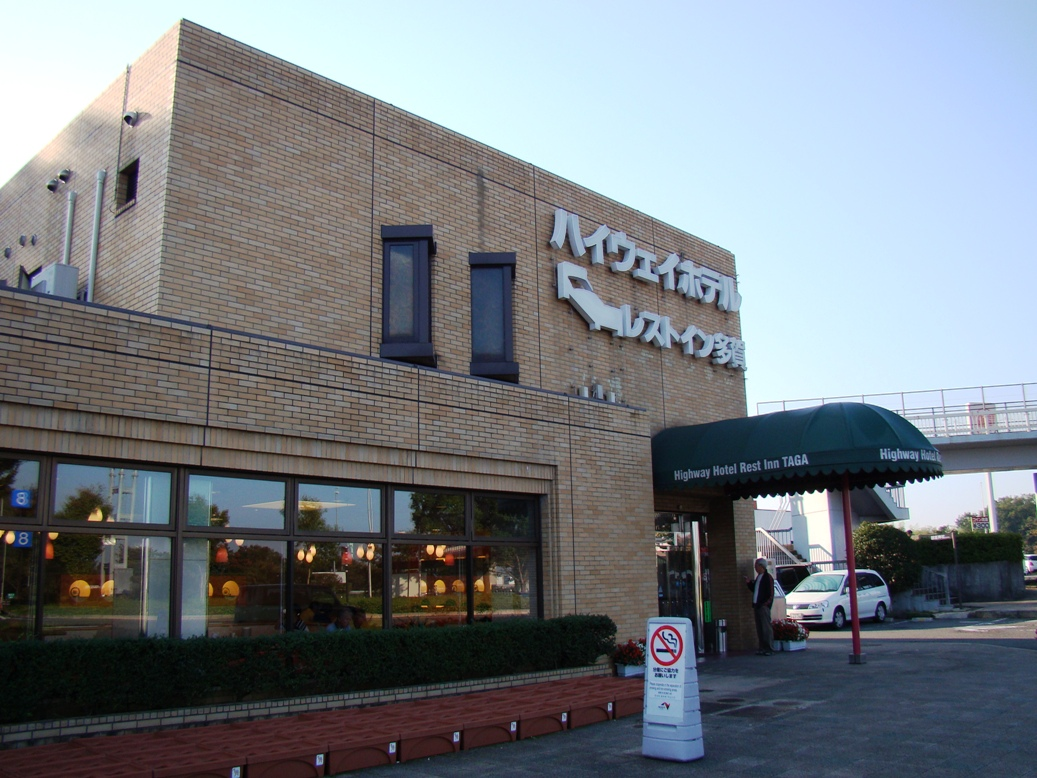
レストイン多賀

ハイウェイホテル（HighwayHotel）とは、高速自動車国道の休憩施設で運営される宿泊施設である。

## 概要
幹線道路沿いにある、自動車旅行者のための簡素なホテルという意味では日本国外のモーテルに近い形態をとっているが、インターチェンジで降りて精算せずに宿泊ができるという利点があり、手軽さとコスト面のメリットがある。
2010年現在ETC割引制度が導入されているため、ETC車載器の搭載車で宿泊した場合は必ず通行料金の深夜割引が適用されるようになる。
車で長距離移動している場合は平日昼間のうちに高速を降りて目的地で宿泊するよりも、あえて途中のハイウェイホテルに宿泊したほうがコストが安くなるケースもある。

### 注意点
ジャンクションループを利用した不正通行防止のために料金所では出入口通過時間と走行距離のチェックが行われており、出口料金所において出るまでの時間が長い場合はETCゲートが上がらず係員に質問を受けることがある。

## 利用方法
宿泊システムは通常ホテルのような1名あたりの料金ではなく、1泊部屋料金を利用人数に応じて支払う。料金は平日、休日・春冬休み、ゴールデンウィーク・夏休み・年末年始などのシーズンごとに変動する。予約も可能だが、空き部屋がある場合は当日でも利用できる。支払いは前払い。

## 展開状況
2023年8月20日現在、全国の高速道路のサービスエリア・パーキングエリアに併設される形で計8施設が展開されている。

### レストイン時之栖（ときのすみか）
- 東名高速道路足柄SA上り線
- 客室
  - シングル（バス有り）：24室
  - ツイン（バス有り）：10室
  - 身体障害者用ツイン（バス有り）：1室
  - 和室（バス有り）：3室
- 専用駐車場：なし（サービスエリア駐車場を利用）
- チェックイン：16時〜
- チェックアウト：〜10時
- その他：別料金で入浴休憩施設あり（宿泊客は無料）
- 開設：1977年9月
- 運営：株式会社時之栖

### レストイン多賀
- 名神高速道路多賀SA下り線
- 客室
  - シングル（バス無し）：5室
  - ツイン（バス無し）：10室
  - ツイン（バス有り）：10室
  - 和室（バス有り）：1室
- 専用駐車場：なし（サービスエリア駐車場を利用）
- チェックイン：15時〜
- チェックアウト：〜10時
- その他
  - 別料金で入浴休憩施設あり（宿泊客は無料）
  - 上り線からでも歩道橋を介して利用が可能。
- 開設：1984年
- 運営：中日本エクシス

### ファミリーロッジ旅籠屋 壇之浦PA店
- 関門自動車道壇之浦PA
- 客室
  - レギュラールーム：14室
- 専用駐車場：18台
- チェックイン：15時〜23時
- チェックアウト：〜11時
- その他
  - 休憩利用不可
  - 国道9号からも利用可能
  - 海峡花火大会の日は大変混雑する
- 開設：2008年4月23日
- 運営：旅籠屋

### ファミリーロッジ旅籠屋 佐野SA店
（E-NEXCO LODGE 佐野SA店）
- 東北自動車道佐野SA上下線
- 客室
  - レギュラールーム：14室
- 専用駐車場
  - 上り線：15台
  - 下り線：なし（サービスエリア駐車場利用）
- チェックイン：15時〜23時
- チェックアウト：〜11時
- その他
  - 朝の無料朝食サービスあり
  - 休憩利用不可
  - 同一チェーン店の他店舗は現金のみでクレジットカードによる支払いはできないが、当店は東日本高速道路の施設の一部扱いなので、クレジットカードによる支払いが可能。
- 開設：2008年7月24日
- 運営：旅籠屋

### ファミリーロッジ旅籠屋 宮島SA店
- 山陽自動車道宮島SA上り線
- 客室
  - レギュラールーム：14室
- 専用駐車場：14台
- チェックイン：15時〜23時
- チェックアウト：〜11時
- その他
  - 朝の無料軽食サービスあり
- 開設：2011年11月1日
- 運営：旅籠屋

### ファミリーロッジ旅籠屋 吉野川SA店
- 徳島自動車道吉野川SAハイウェイオアシス内
- 客室
  - レギュラールーム：14室
- 専用駐車場：×台
- チェックイン：15時〜23時
- チェックアウト：〜11時
- その他
  - 朝の無料軽食サービスあり
  - 上り線、下り線どちらからも利用可能
  - 一般道からも利用可能
- 開設：2017年7月7日
- 運営：旅籠屋

### ファミリーロッジ旅籠屋 長者原SA店
（E-NEXCO LODGE 長者原SA店）
- 東北自動車道長者原SA上り線
- 客室
  - レギュラールーム：12室
- 専用駐車場：12台
- チェックイン：15時〜23時
- チェックアウト：〜11時
- その他
  - 朝の無料朝食サービスあり
  - 同一チェーン店の他店舗は現金のみでクレジットカードによる支払いはできないが、前述した佐野SA店と同じく東日本高速道路の施設の一部扱いなので、クレジットカードによる支払いが可能。
- 開設：2020年4月24日
- 運営：旅籠屋

### ファーストラウンジ豊田上郷
- 東名高速道路豊田上郷SA下り線
- 客室
  - シングル：20室
  - ファミリータイプ：2室
- 専用駐車場：なし（サービスエリア駐車場を利用）
- チェックイン：15時〜
- チェックアウト：〜11時
- その他
  - 上り線からでも歩道橋を介して利用が可能。
- 開設：2020年12月25日
- 運営：株式会社ファーストストーリー

## 類似の宿泊施設
ハイウェイホテルとは異なるが、ハイウェイオアシス内もしくは隣接する場所で経営されている宿泊施設があり、同様にインターチェンジで降りて精算せずに宿泊できる。利用しやすい代表的なものは、
- 上信越自動車道新井PA（HO）（スーパーホテル新井・新潟）
- 東海北陸自動車道 城端SA（HO）（桜ヶ池クアガーデン）
- 徳島自動車道 吉野川SA（HO）

吉野川ハイウェイオアシスの宿泊施設は前述した旅籠屋に加えてバンガロー、ログハウスのほか、オートキャンプ場を備えており、持参のテントで宿泊できる。オートキャンプ場については無料で利用できるが、テント等の貸し出しは行っていない。